# راس (تگزاس)
راس، تگزاس (به انگلیسی: Ross, Texas) یک شهر در ایالات متحده آمریکا با جمعیت ۲۲۸ نفر است که در تگزاس واقع شده‌است.

## موقعیت جغرافیایی
موقعیت جغرافیایی شهرها و مناطق اطراف به شرح زیر است: